# Kuroki Meisza
Kuroki Meisza, (születési nevén しまぶくろ さつき Simabukuro Szacuki, ismert nevén Meisa Kuroki; 1988. május 28. –) japán színésznő, énekesnő és modell.
2004-ben debütált mint színésznő. 2008 óta már énekesnőként is számon tartják. Ebben az évben jelent meg első klipje, a Like This, ami ismertté tette. Modellkarrierjét a japán divatmagazinban, a JJ-ben való szereplése indította be. Az Emporio Armani és a L’Oréal Paris arca is volt.

## Pályafutása
Édesanyja japán, míg édesapja japán-panamai származású. Négy nővére van. Az okinavai Színművészeti Iskolában tanult, tagja volt az iskola B.B Waves (ifjú előadók) csoportjának. 2007-ben fejezte be a tanulmányait, ettől az évtől kezdve kezdett el foglalkozni a karrierje építésével.